# Thomasville (Georgia)
Thomasville es una ciudad ubicada en el condado de Thomas en el estado estadounidense de Georgia. En el año 2000 tenía una población de 18.162 habitantes.

## Geografía
Thomasville se encuentra ubicada en las coordenadas 30°50′11″N 83°58′42″O / 30.83639, -83.97833 (30.836444, -83.978199).
Según la Oficina del Censo, la localidad tiene un área total de 38,7 km² (14,9 mi²), de la cual 38,5 km² (14,9 mi²) es tierra y 0,2 km² (0 mi²) (0.60%) es agua.

## Demografía
Según la Oficina del Censo en 2000 los ingresos medios por hogar en la localidad eran de $29,926, y los ingresos medios por familia eran $37,606. Los hombres tenían unos ingresos medios de $28,331 frente a los  $21,514 para las mujeres. La renta per cápita para la localidad era de $15,910. 